# 鈴木朋
鈴木 朋（すずき とも）は広島県尾道市出身の女性シンガーソングライターである。自由の森学園中学校・高等学校卒業。2000年ソニーレコードよりデビュー。PS用ゲーム『ポポロクロイス物語II』のエンディングテーマ「小さな花」を歌っている。

## ディスコグラフィー

### シングル
1. パーフェクトサークル（2000年1月21日）
  1. パーフェクトサークル
  2. ぼくはそれなりに
  3. たりないボタン
2. あのね、ごめんね（2000年7月19日）
  1. あのね、ごめんね
  2. ホタル
3. トロとお休み（2001年12月20日）
  1. トロとお休み
  2. どこでもそばにいて
  3. トロとお休み インストゥルメンタル
  4. ： どこでもそばにいて インストゥルメンタル
4. cocktail 鈴木朋（2002年12月25日）ベルウッドレコード
  1. 恋
  2. 薔薇色の日々
  3. 大事なきもち
  4. Driving High

### アルバム
1. 手のなるほうへ（2000年8月2日）
  1. にわとりツアー
  2. サボテン人間
  3. 手のなるほうへ
  4. 魚のきもち
  5. あのね、ごめんね(album version)
  6. 風になる
  7. 夕日の魔法
  8. パーフェクトサークル
  9. ぼくはそれなりに
  10. 月にとぶ
  11. 小さな花
2. おまえの骨はガラスじゃない（2006年11月27日）自主制作
  1. Pinhole Nite
  2. 踊る太陽
  3. ひこうき
  4. 紙きれガラス星
  5. Ghost,Bless You
  6. 解 放
  7. 雲の上の娘
  8. インドうた
  9. さえずる手と手
  10. 薔薇色の日々
  11. All Right
  12. Redemption song